# Russkaja Konopielka
Russkaja Konopielka (ros. Русская Конопелька) – wieś (ros. деревня, trb. dieriewnia) w zachodniej Rosji, w sielsowiecie machnowskim rejonu sudżańskiego w obwodzie kurskim.

## Geografia
Miejscowość położona jest nad rzeką Konopielka, 13 km od granicy z Ukrainą, 7 km od centrum administracyjnego sielsowietu machnowskiego (Machnowka), 9 km od centrum administracyjnego rejonu (Sudża), 82 km od Kurska.
W granicach miejscowości znajdują się ulice: 66-yj pieriejezd, Centralnaja, Chutorok, Ługowaja, Polewaja, Sadowaja, Zariecznaja.

## Demografia
W 2010 r. miejscowość zamieszkiwało 205 osób.